# Marzęcice (Brzeście)
Marzęcice (niem. Marienthal) – przysiółek wsi Brzeście w Polsce, położony w województwie dolnośląskim, w powiecie wrocławskim, w gminie Żórawina.
W latach 1975–1998 przysiółek administracyjnie należał do województwa wrocławskiego.